# Escotoma
Un escotoma és una àrea d'alteració del camp de visió que consisteix en una agudesa visual parcialment disminuïda o totalment degenerada que està envoltada d'un camp de visió normal o relativament ben conservat.
Cada ull normal de mamífer té un escotoma en el seu camp de visió, normalment anomenat punt cec. Aquesta és una ubicació (el disc òptic) sense cèl·lules fotoreceptores, on els axons de les cèl·lules ganglionars de la retina que componen el nervi òptic surten de l'ull. No hi ha una consciència directa dels escotomes visuals. Simplement són regions d'informació reduïda dins del camp visual. En lloc de reconèixer una imatge incompleta, els pacients amb escotomes informen que les coses "desapareixen" en els llocs de l'escotoma.
Un escotoma pot ser un símptoma de dany a qualsevol part del sistema visual, com ara danys a la retina per exposició a làsers de gran potència, degeneració macular i danys cerebrals.
El terme escotoma també s'utilitza metafòricament en diversos camps. El tema comú de tots els sentits figuratius és un buit no en la funció visual sinó en la percepció de la ment, la cognició o la visió del món. El terme prové del grec σκότος/skótos, "foscor".